# Milan Barna
Milan Barna (* 18. ledna 1968) je bývalý slovenský fotbalista, který nastupoval jako záložník a obránce. Po skončení aktivní kariéry působí jako trenér na regionální úrovni. Žije v Revúci.

## Fotbalová kariéra
V československé lize hrál za Dukla Banská Bystrica. Nastoupil v 10 ligových utkáních. Gól v lize nedal. Ve druhé nejvyšší soutěži hrál i za Magnezit Jelšava.

## Ligová bilance
| Ročník                                      | Zápasy | Góly | Minuty | Klub                  |
| ------------------------------------------- | ------ | ---- | ------ | --------------------- |
| 1. slovenská národní fotbalová liga 1988/89 | 22     | 0    | –      | Magnezit Jelšava      |
| 1. československá fotbalová liga 1991/92    | 10     | 0    | 816    | Dukla Banská Bystrica |
| CELKEM 1. liga                              | 10     | 0    | 816    |                       |